# Замок Алмейда
Замок Алмейда (порт. Castelo de Almeida) — средневековый замок в Португалии в деревне Алмейда, округ Гуарда. Замок представляет собой одно из наиболее важных укреплений на границе Португалии и на сегодняшний день имеет статус национального памятника.

## История

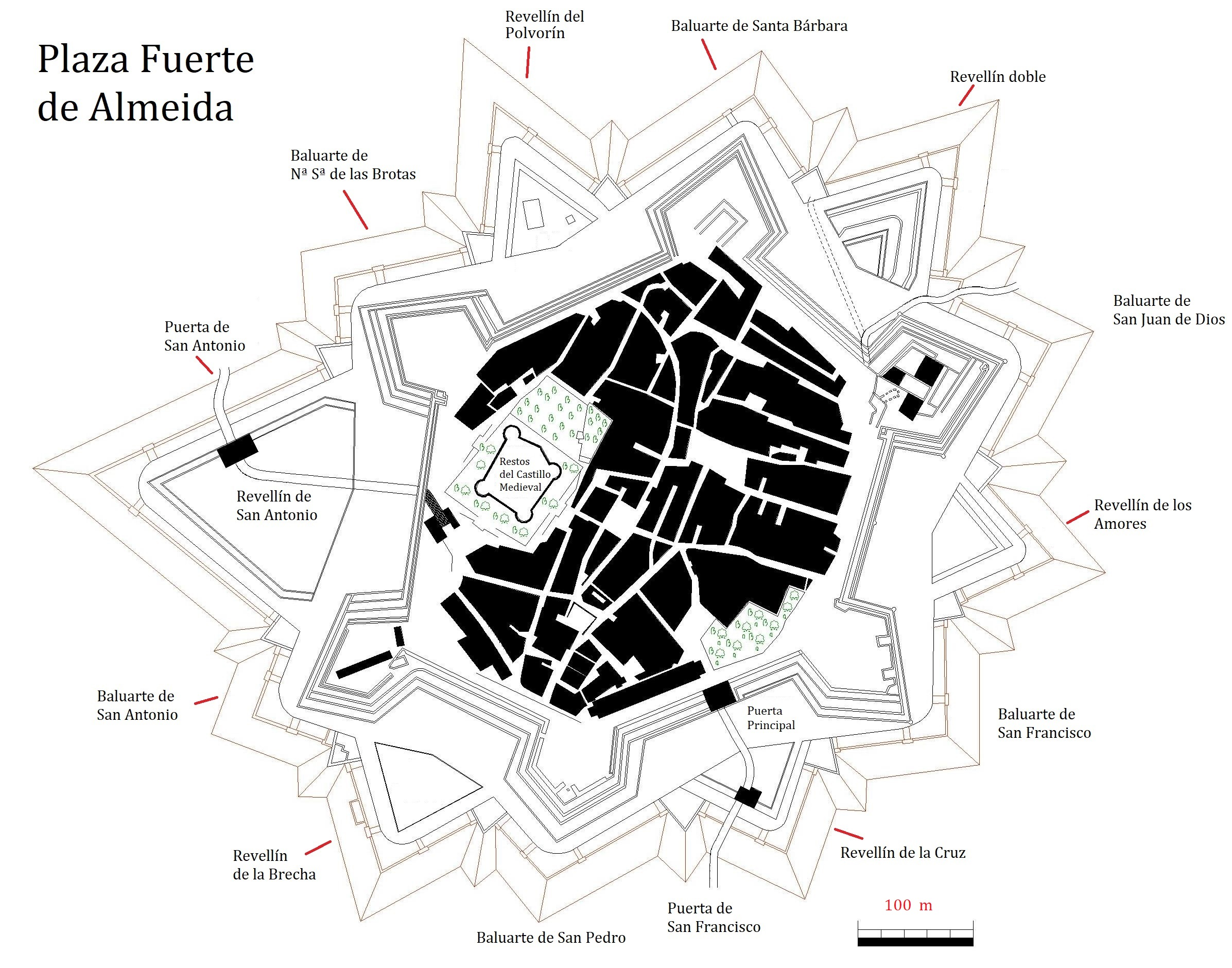
План крепости Алмейда

Во время Реконкисты на Пиренейском полуострове деревня Алмейда и её замок были завоёваны войсками королевства Леон у мусульман, а затем португальцами.
В 1297 году деревня и её окрестности официально вошли в состав владений короля Диниша I (1279—1325) по договору в Альканьисесе. Король начал реконструкцию замка, а также укрепление деревни, которые были возобновлены во время правления Фернанду I (1367—1383), поскольку деревня стала использоваться как форпост для рейдов на территорию Кастилии.
В контексте кризиса 1383—1385 годов Алмейда и её замок были завоеваны войсками короля Жуана I (1383—1433).
Позже, во времена правления Мануэля I (1495—1521), линии крепостных стен были удвоены по проекту Матеуша Фернандеша, архитектора монастыря Баталья. Новое укрепление деревни и замка были проведены в период войны за независимость. Во время Пиренейских войн замок был окружен французскими войсками под командованием генерала Андре Массена (август 1810). Под огнём вражеской артиллерии взорвался пороховой погреб, убив и ранив более 500 защитников крепости и жителей деревни. Провалы, открывшиеся в стенах под воздействием взрывов, привели к капитуляции крепости, которая перешла под контроль французов. Однако через несколько месяцев французы были вынуждены оставить крепость под натиском британских войск и затопили окрестности, чем причинили значительный ущерб региону.
3 февраля 1928 года замок был объявлен национальным памятником. Недавние археологические изыскания позволили обнаружить средневековые стены замка.